# 分解型複素数
分解型複素数（ぶんかいがたふくそすう、英語: split-complex number; 分裂複素数）とは、数学において、2つの実数 x, y と j2 = +1 を満たす実数でない量を用いて z = x + yj と表せる数のことである。
分解型複素数と通常の複素数の最も大きな幾何学的な違いは、通常の複素数の乗法が ℝ2 における通常の自乗ユークリッドノルム x2 + y2 に従う一方、分解型複素数の乗法が自乗ミンコフスキーノルム x2 − y2 に従うことである。
代数的には、分解型複素数は（通常の複素数には無い）非自明な（つまり、0 でも 1 でもない）冪等元を含むという興味深い性質を持つ。また、全ての分解型複素数が成す集合は体にはならないが、その代わりに環を成す。
分解型複素数には他の呼び名がたくさんある（#別称を参照）。「分解型」(split) というのは、(p, p)-型の（計量二次形式の）符号数が「分解型符号数」(split signature) と呼ばれることからきている。つまり、分解型複素数は分解型符号数 (1, 1) を持つ複素数の類似である。

## 定義
分解型複素数は z = x + jy なる形をしている。ここで x, y は実数で、量 j は j2 = +1 を満たす、実数（つまり ±1）でない量（「虚数単位」）である。
通常の複素数と異なるのは、虚数単位が i2 = −1 でなく j2 = +1 であることである。
分解型複素数 z 全体からなる集合は分解型複素平面 (split-complex plane) と呼ばれる。分解型複素数の加法と乗法は
(x + jy) + (u + jv) = (x + u) + j(y + v),
(x + jy)(u + jv) = (xu + yv) + j(xv + yu)
で定義される。この乗法は可換結合的であり、加法に対して分配的である。

### 共軛、ノルムおよび内積
複素数における複素共役と同様に、分解型複素共軛 (split-complex conjugate) の概念を定義することができる。分解型複素数 z = x + jy に対して、その共軛は
z* ≔ x − jy
で与えられる。この共軛は、複素共役と同様に、
- (z + w)* = z* + w*
- (z⋅w)* = z*⋅w*
- (z*)* = z

などの性質を満たす。この3条件は分解型複素数の環が、分解型複素共軛を対合（位数 2 の自己同型）に持つ対合付き環であることを示している。分解型複素数 z = x + jy の絶対値（平方ノルム）は二次形式
‖ z ‖ ≔ z⋅z* = z*⋅z = x2 − y2
で与えられる。重要な性質として、絶対値は
‖ z⋅w ‖ = ‖ z ‖⋅‖ w ‖
が成立するという意味で分解型複素数の乗法と両立する。ただし、この二次形式は正定値ではなく符号数 (1, 1) を持つ不定値二次形式であるので、この絶対値は平方根をとるわけにはいかないし取れたとしても（解析学的な意味での）ノルムにはならない。分解型複素数に付随する (1, 1)-型双曲的（不定値）内積が
⟨z, w⟩ ≔ ℜe(z⋅w*) = ℜe(z*⋅w) = xu − yv
によって与えられる。ただし、z = x + jy, w = u + jv である。これを用いると、絶対値の別の表示として
‖ z ‖ = ⟨z, z⟩
と書くことができる。分解型複素数が可逆であることとその絶対値が非零であることとは同値であり、そのとき逆元は
z−1 ≔ z*⁄‖ z ‖
で与えられる。可逆でない分解型複素数はヌル元 (null element) と呼ばれ、ヌル元の全体は適当な実数 a をとって a ± ja の形に書ける元の全体と一致する。

### 対角基底
分解型複素数には非自明な冪等元が2つ存在して、それは e ≔ (1 − j)/2, e* = (1 + j)/2 で与えられる。これらはともに
{\displaystyle \lVert e\rVert =\lVert e^{*}\rVert =e^{*}e=0}
ゆえ、ヌル元である。分解型複素平面におけるもう一つの基底として {e, e*} をとるとしばしば便利である。この基底は対角基底あるいはヌル基底と呼ばれる。分解型複素数 z は対角基底を用いて
z = x + jy = (x − y)e + (x + y)e*
と表せる。実数 a, b の順序対 (a, b) で分解型複素数 ae + be* を表すとき、分解型複素数の乗法は
(a1, b1)(a2, b2) ≔ (a1a2, b1b2)
で与えられる。この基底を用いれば、分解型複素数の全体が環の直和 ℝ ⊕ ℝに同型であることがはっきり判る。
対角基底に関して分解型複素共軛は (a, b)* = (b, a) であり、絶対値は ‖ (a, b) ‖ = ab を満たす。

## 分解型複素数の幾何

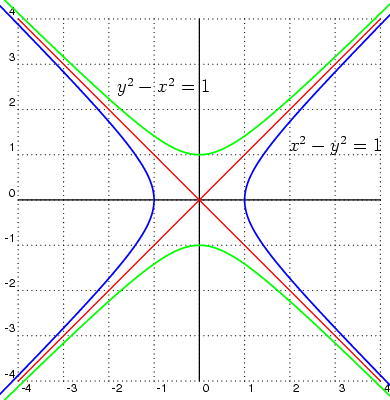
青：単位直交双曲線 = 1, 緑：共軛双曲線 = −1, 赤：漸近線 = 0

ミンコフスキー内積を備えた実二次元線型空間は (1 + 1)-次元ミンコフスキー空間と呼ばれ、しばしば ℝ1,1 と表される。ユークリッド平面 ℝ2 における幾何学が複素数を用いて記述できるのと同様に、ミンコフスキー平面 ℝ1,1 における幾何学は分解型複素数を用いて記述できる。
0 でない任意の実数 a に対し、点集合
{\displaystyle \{z:\lVert z\rVert =a^{2}\}}
は双曲線を成す。この双曲線は左右に (a, 0) を通るものと (−a, 0) を通るものの2つの枝を持つ。a = 1 の場合を単位双曲線 と呼ぶ。各 a に対しその共軛双曲線は
{\displaystyle \{z:\lVert z\rVert =-a^{2}\}}
で与えられる。これは上下に (0, a) を通るものと (0, −a) を通るものの2つの枝を持つ。この双曲面とその共軛双曲面とは、ヌル元全体の集合
{\displaystyle \{z:\lVert z\rVert =0\}}
の成す、対角線上にある2つの漸近線によって隔てられている。しばしばヌル錐 (null cone) とも呼ばれるこの2本の直線は傾き ±1 を持ち、ℝ2 において直交する。
分解型複素数 z, w が ⟨z, w⟩ = 0 を満たすとき、双曲的に直交するという。これは特に通常の複素数の算術として知られている通常の意味での直交性の類似であるけれども、この条件はそれよりは判りにくいものである。これは時空における同時超平面 (simultaneous hyperplane) の概念の根幹を成す。
複素数におけるオイラーの公式の分解型複素数に該当する類似物として
{\displaystyle \exp(j\theta )=\cosh(\theta )+j\sinh(\theta )}
が成立する。このことは、双曲線余弦関数 cosh(θ) の冪級数展開が偶数次の項のみからなり、双曲線正弦関数 sinh(θ) が奇数次の項のみからなることを用いて導出することができる。任意の実数値を取る双曲角 θ に対し、分解型複素数 λ ≔ exp(jθ) はノルムが 1 で単位双曲線の右側の枝上にある。このような数 λ は双曲ベルソルと呼ばれる。
λ は絶対値が 1 であるから、任意の分解型複素数 z への λ を掛ける操作は z の絶対値を保ち、双曲的回転（狭義ローレンツ変換、縮小写像とも）を表現する（「回転」というのは絶対値 1 の通常の複素数を掛ける操作が ℝ2 の回転を引き起こすことからの示唆）。λ を掛ける操作は、双曲線をそれ自身に写し、ヌル錐をそれ自身に写すという意味で、幾何学的な構造を保つ。
分解型複素平面上の絶対値を保存する（同じことだが内積を保存する）変換全体の成す集合は不定値直交群 O(1, 1) と呼ばれる群を成す。この群は双曲的回転と z ↦ ±z および z ↦ ±z* で与えられる4つの離散的鏡映変換の組み合わせからなる（双曲的回転の全体は SO+(1, 1) で表される O(1, 1) の部分群を成す）。
双曲角 θ を双曲回転 exp(jθ) へ写す指数写像 {\textstyle \exp \colon (\mathbb {R} ,+)\to {\mathit {SO}}^{+}(1,1)} は、通常の指数法則を用いれば {\textstyle e^{j(\theta +\phi )}=e^{j\theta }e^{j\phi }} が成立するから、群同型である。

## 代数的性質
抽象代数学の言葉では、分解型複素数の全体は多項式環 ℝ[x] の x2 − 1 が生成するイデアルによる商環
{\displaystyle \mathbb {R} [x]/(x^{2}-1)}
として記述できる。この商における x の像 x mod (x2 − 1) が「虚数単位」j である。この方法だと、分解型複素数の全体が標数 0 の可換環を成すことは明らかである。さらに自明な仕方でスカラー倍を定義して、分解型複素数の全体は実 2-次元の可換な多元環となる。この多元環は可逆元ではないヌル元をもつから斜体でも可換体でもない。事実として、非零ヌル元はすべて零因子である。加法と乗法は平面の通常の位相に関して連続であるから、分解型複素数の全体は位相環を成す。
分解型複素数の全体は「ノルム」が正定値ではないから、術語を通常の意味に解する限りはノルム代数を成さない。しかし、定義を拡張して一般の符号数を持つノルムというものを考えれば、その意味での「ノルム代数」と考えることができる。これは以下の事実
{\displaystyle \lVert zw\rVert =\lVert z\rVert \lVert w\rVert }
から従う。一般符号数を持つノルム代数の詳細は (Harvey 1990) を参照。
定義により、分解型複素数の環は位数 2 の巡回群 C2 に対する実数体 ℝ 上の群環 ℝ[C2] に同型であることが従う。
分解型複素数全体の環はクリフォード代数の特別の場合で、正定値二次形式を備えた一次元ベクトル空間上のクリフォード代数になっている。対して通常の複素数は負定値二次形式を備えた一次元ベクトル空間上のクリフォード代数である。この枠組みにおける分解型複素数はクリフォード代数 Cℓ 1,0 (ℝ) = Cℓ 0
1,1 (ℝ) の元のことである。実数を同様に拡張して複素数を ℂ ≔ Cℓ 0,1 (ℝ) = Cℓ 0
2,0 (ℝ) と定義することができる。

## 行列表現
分解型複素数は行列を用いて簡単に表示できる。分解型複素数 z = x + jy は、対応
{\displaystyle z\mapsto {\begin{pmatrix}x&y\\y&x\end{pmatrix}}}
により行列で表示できる。分解型複素数の加法と乗法は行列の加法と乗法によって与えられる。z の絶対値は対応する行列の行列式の値として得られる。分解型複素共軛は両側から次の行列
{\displaystyle C={\begin{pmatrix}1&0\\0&-1\end{pmatrix}}}
を掛けることに対応する。任意の実数 a に対し、双曲角 a の双曲的回転は行列
{\displaystyle {\begin{pmatrix}\cosh a&\sinh a\\\sinh a&\cosh a\end{pmatrix}}}
を掛けることに対応する。分解型複素平面の対角基底は、z = x + jy を順序対 (x, y) で表し、写像
{\displaystyle (u,v)=(x,y){\begin{pmatrix}1&1\\1&-1\end{pmatrix}}}
を作ることによって想起される。すると二次形式は uv = (x + y)(x − y) = x2 − y2 で得られる。さらに
{\displaystyle (\cosh a,\sinh a){\begin{pmatrix}1&1\\1&-1\end{pmatrix}}=(e^{a},e^{-a})}
だから、2つのパラメータ付けられた双曲線は互いに他方へ写される。ベルソル ebj の作用は従って線型変換
{\displaystyle (u,v)\mapsto (ru,v/r)\qquad (r=e^{b})}
のもとで縮小写像に対応する。

この対応は A = B = ℝ1,1 および C = D = ℝ2 とし、f を双曲ベルソルの作用、g, h を行列による線型変換、k を縮小写像とするとき可換図式
を満足する。

## 歴史
分解型複素数の使用は、1848年にジェームズ・クックルが双複素数の概念を発明したときにまで遡れる。ウィリアム・クリフォードはスピンの和を表すために分解型複素数を用いている。クリフォードは、分解型複素数を今日分解型双四元数と呼ばれる四元数代数の係数としての使用法を導入した。彼はその元を "motor" と呼んで分解型複素数の研究で幾度か用いている。
20世紀に入ると、分解型複素数は双曲的回転によって基準系間の速度変化をよく表していたため、時空平面におけるローレンツ変換や空間の相対性を記述するものとして表舞台に現れる。
1935年に J. C. Vignaux, A. Durañona, Vedia らは雑誌 Contribución a las Ciencias Físicas y Matemáticasにおける4つの論文で分解型複素幾何代数や函数論を展開した。詳細は分解型複素変数函数の項を参照。
1941年 E.F. Allen は分解型複素幾何の算術を用いて zz* = 1 に内接する三角形の9点双曲線を構成した。

## 別称
分解型複素数の名称は著者によってかなりバラつきがある。いくつか挙げれば
- 実テッサリン：(real) tessarine, James Cockle (1848)
- 代数的運動子：(algebraic) motor, William Kingdon Clifford (1882)("Further Notes on Biquaternions")
- 双曲（型）複素数：hyperbolic complex number, J.C. Vignaux (1935) および G. Sobczyk (1995)
- 反複素数、双曲数：countercomplex or hyperbolic number（ハイパー数の一部として）
- 二重数：double number, Isaak Yaglom (1968) および Encyclopedia of Mathematics の "Double and dual numbers" の項
- 異常複素数：anormal-complex number, W. Benz (1973)
- 双数：dual number, Louis Kauffman (1985) および J. Hucks (1993)
- 当惑数、複雑数：perplex number, P. Fjelstad (1986):416 [同定は De Boer (1987):296 を見よ]
- ローレンツ数：Lorentz number, F. R. Harvey (1990)
- 分裂複素数、分解型複素数：split-complex number, B. Rosenfeld (1997):30

分解型複素数やその高次元版（分解型四元数や分解型八元数）はシャルル・ミュゼが考案したハイパー数計画の部分集合であるため、「ミュゼ数」としてたびたび言及される。

## 注